# Єдність (жіночий футбольний клуб)
Жіночий футбольний клуб Єдність-ШВСМ (Плиски) або просто «Єдність-ШВСМ»  — український футбольний клуб з села Плиски Чернігівської області, у 2017—2020 році виступав у Вищій лізі України.

## Хронологія назв
- 2001: ЖФК «Спартак» (Чернігів)
- 2017: ЖФК «Єдність» (Плиски)
- 2018: ЖФК «Єдність-ШВСМ» (Плиски)
- 2020: Клуб розформовано

## Історія
Футбольний клуб «Спартак» засновано 2001 року в Чернігові. У сезоні 2013 року жіноча команда змагалася у Першій лізі, посівши друге місце у групі 2, але потім програла з спочатку рахунком 0:2 у півфіналі «Ятрань-Базис» та в матчі за третє місце проти «Житлобуду-2-ЧОВУФК» Харків (0:2). Після річної перерви, у 2015 році знову розпочав у виступи у Першій лізі, посівши друге місце у групі 1. Наступного сезону спочатку посів друге місце у групі 2, а потім у фінальному турнірі переміг у групі 1 та вийшов у Прем’єр-лігу. У 2017 році, після налагодження співпраці з клубом «Єдність» (Плиски) (зареєстрований у 2002 році) переїхав з Чернігова і змінив назву на «Єдність». Дебютний сезон на найвищому рівні завершив на сьомій позиції. Протягом наступних трьох сезонів ставав п’ятим. У 2018 році, після налагодження співпраці з Школою вищого спортивної майстерності (ШВСМ), клуб змінив назву на «Єдність-ШВСМ» (Плиски). Після завершення сезону 2019/20 клуб відмовився від подальших виступів у Вищій лізі.

## Клубні кольори, форма, герб, гімн
|  |  |

Кольори клубу — білий та синій. Футболістки зазвичай проводять свої домашні матчі в білих футболках, темно-синіх шортах і білих гетрах.

## Досягнення
- Вища ліга України
  - 5-те місце (3): 2017/18, 2018/19, 2019/20
- Кубок України
  - 1/4 фіналу (1): 	2019/20
- Перша ліга України
  -  Чемпіон (1): 2016 (група А фінал)

## Стадіон
Свої домашні поєдинки команда проводить на стадіоні «Єдність» у Плисках, який вміщує 1 500 глядачів.

## Інші секції
Окрім основної команди, клуб мав молодіжну та дитячу команди, які виступали в міських турнірах.

## Дербі
В «Єдності» існує принципове протистояння з чернігівською «Юністю-ШВСМ»[джерело?].